# Louvières, Calvados

Louvières este o comună în departamentul Calvados, Franța. În 1 ianuarie 2018 avea o populație de 70 de locuitori.